# دون كوب
دون كوب هو سياسي أمريكي، ولد في 19 أبريل 1942 في روك سبرينغز في الولايات المتحدة. نشط حزبياً في الحزب الجمهوري. وقد انتخب عضو مجلس نواب داكوتا الجنوبية ‏.